# Ceratizit-WNT Pro Cycling/2024
Deze pagina geeft een overzicht van de vrouwenwielerploeg Ceratizit-WNT in 2024.

## Algemeen
UCI-code: WNT
Sponsor: Ceratizit
Teammanager: Claude Sun
Ploegleiders: Dirk Baldinger, Fortunato Lacquaniti, Steffen Radochla, Steven Sergeant
Fietsmerk: Orbea

## Rensters
| Naam                  | Geboortedatum | Nationaliteit       | Ploeg 2023         |
| --------------------- | ------------- | ------------------- | ------------------ |
| Sandra Alonso         | 19-08-1998    | Spanje              |                    |
| Katie Archibald       | 12-03-1994    | Verenigd Koninkrijk |                    |
| Alice Maria Arzuffi   | 19-11-1994    | Italië              |                    |
| Laura Asencio         | 14-03-1998    | Frankrijk           |                    |
| Nina Berton           | 03-08-2001    | Luxemburg           |                    |
| Franziska Brauße      | 20-11-1998    | Duitsland           |                    |
| Mylène de Zoete       | 03-01-1999    | Nederland           |                    |
| Lana Eberle           | 28-11-2003    | Duitsland           |                    |
| Arianna Fidanza       | 06-01-1995    | Italië              |                    |
| Martina Fidanza       | 05-11-1999    | Italië              |                    |
| Marta Jaskulska       | 25-03-2000    | Polen               | Liv Racing TeqFind |
| Cédrine Kerbaol       | 15-05-2001    | Frankrijk           |                    |
| Marta Lach            | 26-05-1997    | Polen               |                    |
| Kathrin Schweinberger | 29-10-1996    | Oostenrijk          |                    |
| Lea Lin Teutenberg    | 02-01-1999    | Duitsland           |                    |

### Vertrokken
| Naam          | Geboortedatum | Nationaliteit | Ploeg 2024         |
| ------------- | ------------- | ------------- | ------------------ |
| Nadine Gill   | 19-04-1991    | Duitsland     | ?                  |
| Hanna Nilsson | 16-02-1992    | Zweden        | Duolar-Chevalmeire |

## Overwinningen
| Nationale kampioenschappen wielrennen Polen - tijdrit: Marta Jaskulska Ronde van Valencia Cédrine Kerbaol Ronde van Normandië 2e etappe: Sandra Alonso Festival Elsy Jacobs (Garnich) Marta Lach Festival Elsy Jacobs (Cessange) Marta Lach Emakumeen Saria Cédrine Kerbaol GP Mazda Schelkens Martina Fidanza | RideLondon Classic Ploegenklassement: *1) Dwars door de Westhoek Kathrin Schweinberger Ronde van Thüringen 2e etappe: Martina Fidanza 3e etappe: Martina Fidanza 6e etappe: Sandra Alonso Tour de France Femmes 6e etappe: Cédrine Kerbaol Chrono Roland bouge Cédrine Kerbaol Chrono Gatineau Franziska Brauße | Ronde van de Drie Valleien Cédrine Kerbaol Ronde van Chongming 1e etappe: Mylène de Zoete 2e etappe: Marta Lach 3e etappe: Marta Lach Eindklassement: Marta Lach Puntenklassement: Marta Lach Ploegenklassement: *2) Ronde van Guangxi Sandra Alonso |

*1) Ploeg RideLondon Classic: M. Fidanza, Kerbaol, Lach, Schweinberger, Teutenberg, de Zoete
*2) Ploeg Ronde van Chongming: Alonso, Asencio, Jaskulska, Lach, Schweinberger, de Zoete
AG Insurance-Soudal · Canyon//SRAM · Ceratizit-WNT Pro Cycling · dsm-firmenich PostNL · FDJ-SUEZ · Fenix-Deceuninck · Human Powered Health · Lidl-Trek · Liv AlUla Jayco · Movistar · Roland · SD Worx-Protime · UAE Team ADQ · Uno-X Mobility · Visma|Lease a Bike
2014 · 2015 · 2016 · 2017 · 2018 · 2019 · 2020 · 2021 · 2022 · 2023 · 2024 · 2025